# Caspar Commelin

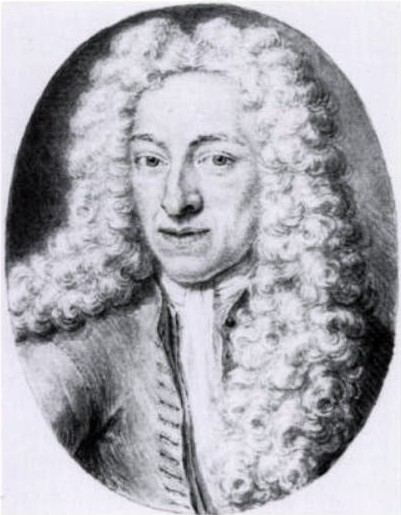
Ritratto di Caspar Commelin

Caspar Commelin, o Caspar Commelijn o Casparus Commelin o Casparus Commelinus (Amsterdam, 14 ottobre 1668 – Amsterdam, 25 dicembre 1731), è stato un botanico e medico olandese del secolo d'oro.

## Biografia

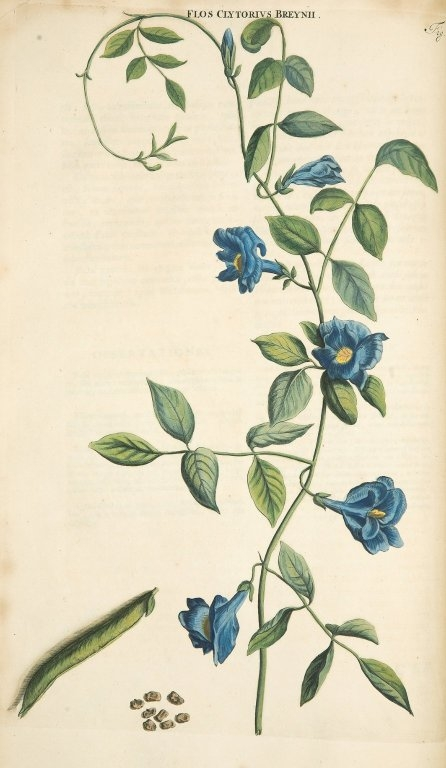
Flos clytorivs Breynii

Era figlio dell'editore Caspar Commelin e della sua prima moglie Margrieta Heydanus, nipote dell'editore di Leida, nonché storico di Amsterdam Isaak Commelin e nipote di Jan Commelin. Il 12 settembre 1692 si iscrisse alla facoltà di medicina di Leida e il 27 febbraio 1694 si laureò con la tesi De lumbricis. Si stabilì quindi come medico in Amsterdam, dove acquistò il diritto di visitare il 14 aprile 1695. Quando Pieter Hotton, collaboratore di Frederik Ruysch, fu chiamato a Leida come docente di botanica, Caspar lo sostituì nel 1696.

Si adoperò, dopo la morte dello zio Jan, per terminare il catalogo in due volumi delle piante dell'Orto botanico di Amsterdam, il Horti Medici Amstelodamensis rariorum historia plantarum (1697-1701). Tale catalogo contiene stampe rappresentanti le varie piante officinali, realizzate a partire dagli acquerelli di Maria e Jan Moninckx. 

Il 19 marzo 1699 sposò Johanna de Vogel, da cui ebbe cinque figli, quattro dei quali morirono giovanissimi: l'unico che sopravvisse fino all'età adulta fu Casper. In seconde nozze, il 17 luglio 1705 sposò Maria van den Bosch. Alla morte dello zio, divenne professore ordinario di botanica all'Università di Amsterdam e fu ispettore del Collegio medico di Amsterdam. 

Altri testi da lui scritti furono Flora Malabarica seu horti malabaricae Catalogus (Leida, 1696), Horti medici Amstelodamensis plant. usualium catalogus (Amsterdam, 1698), Praeludia botanica (Leida, 1703), Horti medici Amstelodamensis plantae rariores exoticae (Leida, 1706), Botanographia malabarica a nominum barbarismis restituta (Leida, 1718), Pharmacopoea Amstelodamensis renovata (Amsterdam, 1726), Vernieuwde Amsterdamsche apotheek. In't Nederd. overgebragt (Amsterdam, 1726-1767). 

Morì il 25 dicembre 1731 e fu sepolto nella Oude Kerk.